# Cleòmbrot II d'Esparta
Cleombrot II d'Esparta (Cleombrotus, Κλεόμβροτος) fou el 30è rei d'Esparta de la línia agida, tot i que no era descendent directa en línia masculina.
Era gendre de Leònides II, en lloc del qual fou proclamat rei pels partidaris del rei Agis IV, vers el 243 aC. Quan Leònides II va retornar vers el 240 aC, Cleombrot fou enderrocat i desterrat a Tegea i el va acompanyar la seva esposa Quilonis (que en va evitar la mort), que abans també havia acompanyat al seu pare Leònides II al seu exili. Va deixar dos fills, Agesípolis i Cleòmenes, dels quals el primer fou el pare d'Agesípolis III i el segon el seu regent.